# Nuevo Piedras Verdes
Nuevo Piedras Verdes är en ort i Mexiko.   Den ligger i kommunen Álamos och delstaten Sonora, i den nordvästra delen av landet, 1 300 km nordväst om huvudstaden Mexico City. Nuevo Piedras Verdes ligger 293 meter över havet och antalet invånare är 268.
Terrängen runt Nuevo Piedras Verdes är huvudsakligen kuperad, men norrut är den platt. Runt Nuevo Piedras Verdes är det mycket glesbefolkat, med 3 invånare per kvadratkilometer. Närmaste större samhälle är Álamos, 11,6 km sydost om Nuevo Piedras Verdes. I omgivningarna runt Nuevo Piedras Verdes växer huvudsakligen savannskog.